# 海梅·埃斯皮纳尔
海梅·埃斯皮纳尔（西班牙語：Jaime Espinal，1984年10月14日—），波多黎各男子摔跤运动员。他曾代表波多黎各参加2012年和2016年夏季奥林匹克运动会摔跤比赛，其中2012年奥运会获得一枚银牌。